# Виноробство в Угорщині

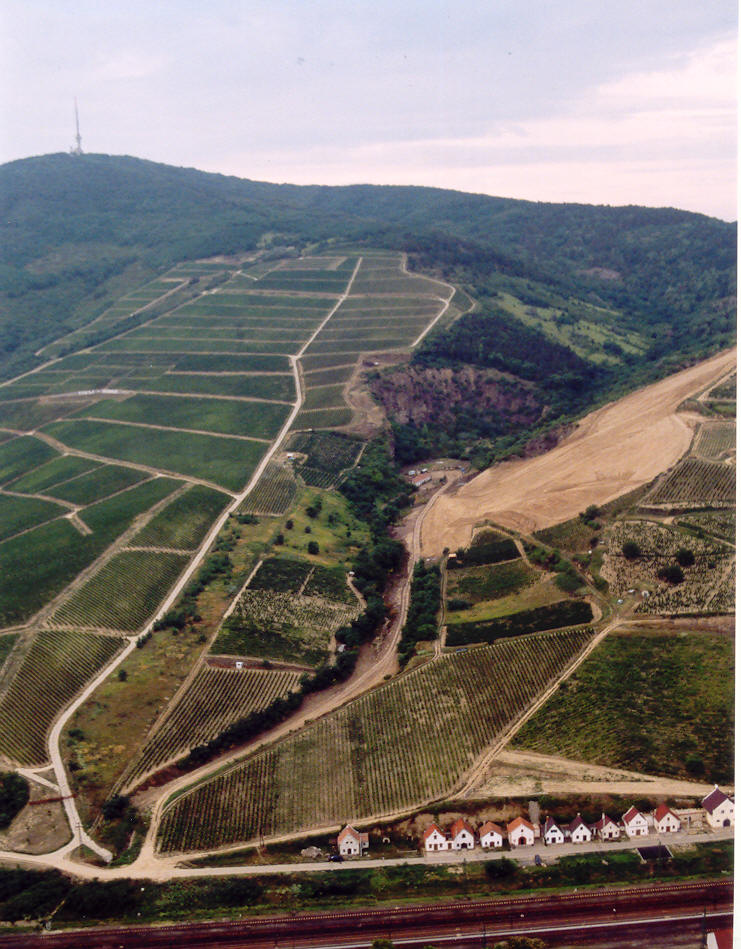
Виноградники покривають схили гори Токай

Виноробство Угорщини — важлива галузь економіки Угорщини. Найдавнішим виноробним регіоном Угорщини є Середньодунайська низовина, де займаються виноробством більше 2 тисяч років. Найвідоміші вина Угорщини токайські. На початку XXI століття в Європейському Союзі прийнято рішення найменувати так лише вина з цього регіону, який був поділений в 1918 році по Тріанонському договору між Угорщиною та Словаччиною. Токайські вина, згадуються в літературі винами королів і вельмож, — горда назва часів Землі Угорської корони. В останні десятиліття виноробство Угорщини відроджується після глибокого занепаду.

## Історія угорського виноробства
Виноградарство і виноробство на сучасній угорській території, щонайменше двох тисяч років тому. Спочатку виноградарством займалися кельти, потім прийшовши на їхнє місце — римляни, вслід за ними уже племена угрів (мадяр), котрі принесли на цю території свою унікальну мову.
Згідно письмових джерел, римський імператор Проб, почав плекати виноградну лозу близько 276 р. н. е. До XV століття виноградарство ввійшло тут у широкий вжиток, виробляючи переважно білі вина.
До початку XVII століття, загальна площа угорських виноградників складала 572 230 га, однак в результаті епідемії філоксери, до кінця XIX століття більш ніж 75% насаджень були втрачені. Для їх відновлення в 1875 році, було прийнято ряд спеціальних заходів, котрі дозволили відновити до початку XX ст. загальну площу до 200 тисяч гектар. У міжвоєнний період і надалі протягом 50 років, укрупнення, колективізації в період соціалізму виноробних господарств, насадження знову скоротились до 60-70 тисяч гектар. До теперішнього часу виноградники в Угорщині займають більше 110 тисяч га, а щорічний об'єм виробленої продукції досягає:3,5-4,5 млн гектолітрів.

## Основні виноробні регіони
- Чонград (Csongrád)
- Хайош-Бая (Hajós-Baja)
- Куншаг (Kunság)
- Асар-Несмей (Ászár-Neszmély)
- Бадачонь (Badacsony)

Виноробні регіони Угорщини: 1 Sopron, 2 Nagy-Somló, 3 Zala, 4 Balatonfelvidék, 5 Badacsony, 6 Balatonfüred-Csopak, 7 Balatonboglár, 8 Pannonhalma, 9 Mór, 10 Etyek-Buda, 11 Neszmély, 12 Tolna, 13 Szekszárd, 14 Pécs, 15 Villány, 16 Hajós-Baja, 17 Kunság, 18 Csongrád, 19 Mátra, 20 Eger, 21 Bükk, 22 Tokaj

- Балатонфюред-Чопак (Balatonfüred-Csopak)
- Балатонське узгір'я (Balatonfelvidék)
- Етек-Буда (Etyek-Buda)
- Мор (Mór)
- Паннонхалма (Pannonhalma)
- Шомло (Somló)
- Шопрон (Sopron)
- Балатонбоглар (Balatonboglár)
- Печ и Підгір'я Мечека (Pécs, Mecsekalja)
- Сексард (Szekszárd)
- Віллань (Villány)
- Підгір'я Бюкка (Bükkalja)
- Егер (Eger)
- Підгір'я Матри (Mátra)
- Передгір'я Токаю (Tokaj)
- Прибалатонський регіон (Balatonmellék)
- Толна (Tolna)

## Культивуючі сорти винограду
Білі сорти:
- Езерйо (Ezerjó — тисяча найкращих): Сорт популярний в регіоні Мор. Традиційне вирощування — без застосування шпалер, з допомогою підпор. Достатньо ранньостиглий сорт, не зовсім стійкий до грибкових захворювань, зокрема сірої гнилі.
- Фурмінт (Furmint): Один із найпопулярніших сортів винограду в Угорщині. За даними центру аграрного маркетингу країни, в регіоні Токай він займає до 65% всіх площ, зайнятих під виноградом. Використовується для виробництва сухих десертних вин, які добре переносять довготривале зберігання.
- Харшлевелю (Hárslevelü — липовий листок): Другий за популярністю сорт в Токаї, де займає до 30% усіх площ. Також поширений і в інших виноробних регіонах Угорщини. Дає легкі сухі вина, з ноткою квіткового аромату в букеті, а також мінеральними нотами. Спільно з фурмінтом використовується для виробництва десертних вин.
- Кекнелю (Kéknyelü — синє стебло): Старовинний сорт, складний в агротехніці, практично зник з сучасної карти Угорщини, невеличкі насадженні є в районі гори Бадачонь.
- Леанька (Leányka — донька)
- Мускат Люнель (Muscat Lunel)
- Мускат Жовтий (Sárgamuskotály)
- Вельшрислінг (Olaszrizling, Welshrizling): Розповсюджений в районі озера Балатон. Використовується для виробництва простих, легких сухих вин, найчастіше вживаних «шпрітцу» (fröccs) — суміші вина і мінеральної води.
- Зета (Zeta)
- Сюркебарат (Szürkebarát — сірий монах)
- Іршаї Олівер (Irsai Oliver): Виведений в 1930 році, в результаті схрещування сортів Пожони Фехер (Братиславський білій) і Чабаденце (Перлина Чаби). Комплексний сорт, подвійного призначення — може використовуватися як csemegeszőlő (столовий виноград), а також для виробництва білих сухих вин. Переважно поширений в регіоні Асар-Несмей.

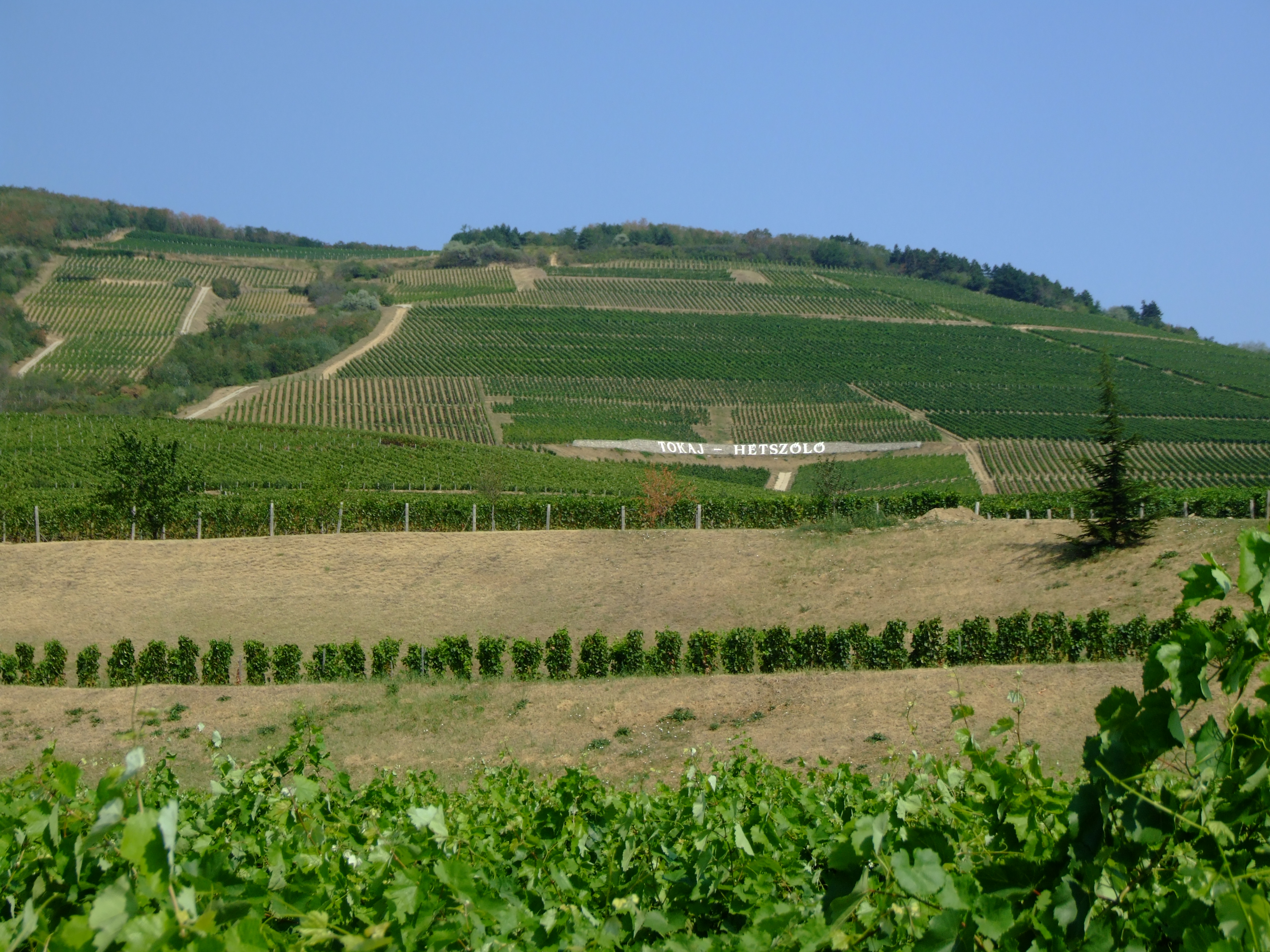
Виноградники Токаю

- Черсегі Фюсереш (Cserszegi fűszeres — пряний Черсега): Сорт винограду, виведений в 1960 році селекціонером Карою Баконі, в результаті схрещування Іршаї Олівера і Трамінера Рожевого. Переважно поширений в регіоні Асар-Несмей.
- Кирайлеанька (Királyleányka — досл. Королівська донька)
- Виноград трансільванського походження. (Fetească / Фетяска). Дає достатньо елегантні, легкі вина. Значних насаджень я -немає. Але, зустрічається на невеликих ділянках, практично в усіх виноробних регіонах країни.

Червоні сорти:
- Кадарка (Kadarka)
- Кекфранкош (Kékfrankos — синій франк)

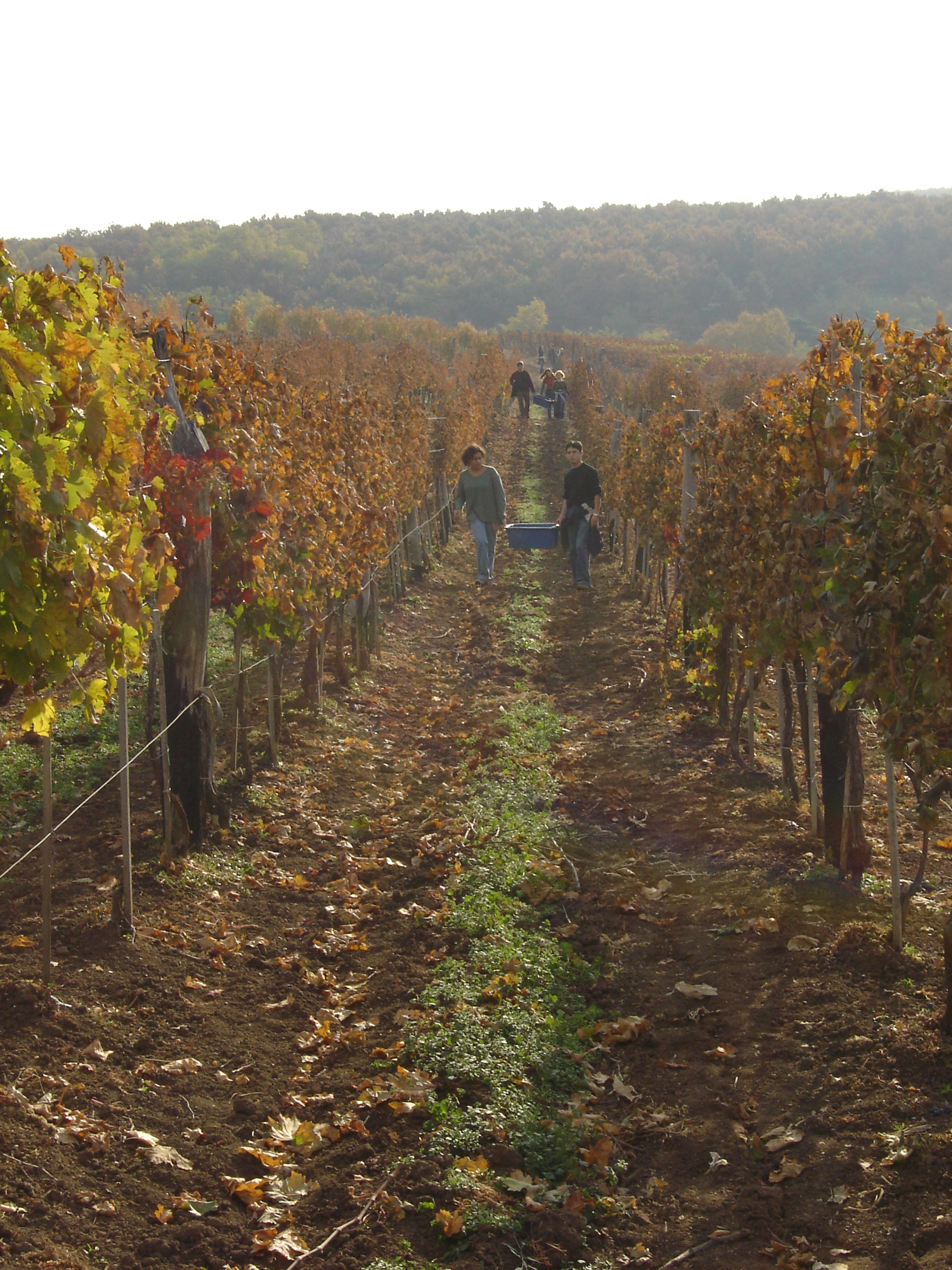
Виноградники поблизу міста Еґер

- Піно Нуар (Pinot noir, Blauburgunder)
- Цвайгельт (Zweigelt)
- Каберне Совіньйон (Cabernet Sauvignon)
- Мерло (Merlot)
- Каберне Фран (Cabernet Franc)
- Португізер (Portugieser, Óportó)
- Фетяска Неагра (Fetească Neagră)

## Національна класифікація вин Угорщини
- Különleges minőségű bor

Вина вищого ґатунку, за походженням
- Minőségi bor

Якісні (марочні) вина
- Tájbor

Месцеві вина
- Asztali bor

Столові вина